# Sobotniki
Sobotniki (biał. Субо́тнікі, Subotniki) – wieś na Białorusi w rejonie iwiejskim obwodu grodzieńskiego przy granicy z Litwą.
Wieś magnacka położona była w końcu XVIII wieku w powiecie oszmiańskim województwa wileńskiego.
Miejscowość należała w XIX wieku do domeny rodu Pierzchała - Umiastowskich. W 1904 roku powstał tu kościół fundacji Władysława hrabiego Umiastowskiego, ówczesnego dziedzica tutejszych ziem, rezydującego w pobliskim Żemłosławiu. 
W krypcie, w podziemiach kościoła mieszczą się groby rodzinne Umiastowskich, tam też pochowany jest fundator.
Za II Rzeczypospolitej miejscowość była siedzibą wiejskiej gminy Sobotniki.
Miejsce urodzenia Zianona Pazniaka białoruskiego działacza niepodległościowego oraz Tadeusza Łaukajtysa polskiego alpinisty.